# Microgramma reptans
Microgramma reptans là một loài thực vật có mạch trong họ Polypodiaceae. Loài này được (Cav.) A.R. Sm. miêu tả khoa học đầu tiên năm 1975.